# Rebelión de 1868 en Yucatán
La rebelión en Yucatán de 1868 fue un conflicto armado encabezado por una fracción rebelde en Yucatán comandada por Marcelino Villafaña, militar imperialista que fue expulsado de la región junto con Francisco Cantón Rosado y Felipe Navarrete, una vez resuelto el conflicto.
Por la enfermedad del general Manuel Cepeda Peraza, a la sazón gobernador del estado de Yucatán y quien había, un año antes, recuperado la plaza de Mérida de las tropas imperialistas antes de restaurar la República en Yucatán, fue enviado para sofocar la rebelión el general Ignacio R. Alatorre, quien luego de unos encuentros en diversos puntos, logró pacificarla. Terminada la campaña, el general Alatorre regresó a Veracruz en el mes de mayo. Cepeda Peraza habría de morir el año siguiente, en 1869 y un poco después, en 1873, Alatorre sería gobernador interino de Yucatán durante un brevísimo lapso.